# Сърджънт
Сърджънт (на английски: MGM-29 Sergeant; на български: Сержант) е американска твърдогоривна едностепенна ракета земя-земя. Използвана е като тактическа ракета с малък радиус на действие и като носител на ядрено оръжие. В началото на 60-те години на 20 век НАСА превръща Сърджънт в ускорителен блок за ракетата-носител Юнона-1.

## Предназначение
MGM-29 Сърджънт е едностепенна ракета на твърдо гориво, клас земя-земя. Разработена е от Лаборатория за реактивно движение (на английски: Jet Propulsion Laboratory, съкр. JPL), Пасадена, Калифорния. Използва се от армията на САЩ от 1962 г. Предназначена е да замени тактическата ракета MGM-5 Corporal. Носи ядрена бойна глава W52 или конвенционална със силно експлозивни бризантни взривни вещества. От 1963 г. е разположена в Европа. В армията на Съединените американски щати е изведена от въоръжение през 1977 г. Ракетата избягва недостатъците на течногоривния двигател на MGM-5 Corporal, но все още изисква сериозна поддръжка и продължителна предстартова подготовка. Високата точност на Сърджънт гарантира на ракетата оперативен живот от петнадесет години – повече от добро постижение за подобен клас оръжие.

## В НАСА
В края на 50-те и началото на 60-те години НАСА използва Сърджънт като ускорителен блок за някои от своите ракети-носители: втора степен за Скаут, втора и трета степен за Юпитер-С, четвърта – за Юнона-1. Твърдогоривния двигател разработен от Thiokol е използван (с някои подобрения) в ускорителен блок Кастор.

## Оператори

### САЩ
USArmy
- 2-ри батальон на 30-и полеви артилерийски полк, базиран във Виченца, Италия от 1963 до 1975 г.
- 3-ти батальон на 38-и полеви артилерийски полк, базиран във Форт Сил, САЩ от 1962 г.
- 1-ви батальон на 68-и полеви артилерийски полк, базиран в Германия от 1964 до 1970 г.
- 5-и батальон на 73-ти полеви артилерийски полк, базиран в Германия от 1963 до 1975 г.
- 5-и батальон на 77-и полеви артилерийски полк, базиран в Германия от 1963 до 1975 г.
- 3-ти батальон на 80-и полеви артилерийски полк, базиран в Германия от 1964 до 1970 г.
- 3-ти батальон на 81-ви полеви артилерийски полк, базиран в Южна Корея от 1963 г.

### Германия
Бундесвер
- 150-и ракетен артилерийски батальон, от 1964 до 1976 г.
- 250-и ракетен артилерийски батальон, от 1964 до 1976 г.
- 350-и ракетен артилерийски батальон, от 1964 до 1976 г.
- 650-и ракетен артилерийски батальон, от 1965 до 1976 г.